# ترکمن (آلبوم)
 ترکمن نام یک آلبوم موسیقی اثر حسین علیزاده، هنرمند ایرانی است که در سبک سنتی تهیه شده و دارای ۱۴ آهنگ است.
این اثر، یک آلبوم بداهه‌نوازی در دستگاه، آواز و گوشه‌های مختلف است. دستگاه اصلی که جمله‌ها و فرودها به آن بازگشت داده می‌شوند، دستگاه راست‌پنجگاه است. دستگاه راست‌پنجگاه به جز چند نغمه از محدودهٔ قطعهٔ «درآمد» که دارای استقلال و ویژگی خاصی هستند، باقی روند ملودی‌ها به نوعی وابسته به دستگاه یا آوازهای دیگر می‌باشند که مرکب‌نوازی یا مدگردی را به‌طور طبیعی امکانپذیرتر می‌کنند. در آلبوم ترکمن، به پیوند میان موسیقی محلی و موسیقی سنتی توجه شده و به نوعی موسیقی ملی را دنبال می‌کند.
قطعهٔ پایانی آلبوم با نام «ترکمن» یک قطعه برای سه‌تار و ارکستر است. این قطعه یک برداشت ذهنی از موسیقی سرزمین و مردم ترکمن است.
این آلبوم نخستین کاری است که علیزاده پس از بازگشت از آلمان به صورت زنده در ایران اجرا می‌کند.

## بازخوردها
از نگاه برخی کارشناسان این اثر علیزاده نشان می‌دهد که بر خلاف گذشته، شنونده چه در هنگام اجرا و چه در پایان، هرگز نیاز به شنیدن آواز در وجودش نخواهد داشت و چنین قطعاتی جدا از از قضاوت‌هایی که بر پایه سلیقه شخصی افراد است، چنانچه از نظر انگیزه و حالت‌های زیبای معنوی محکم و دلپذیر باشند، و از نظر حفظ اصالت نیز مبتنی بر گردش ملودی در فواصل ملحوظ ردیف باشند، نشانه‌های خوبی برای نشان دادن قابلیت و ظرفیت موسیقی سازی خواهند بود. برای ورود به قلمرویی که می‌شود آن را خودستایی یا خودکفایی ساز نامید.
ترکمن خیلی انتزاعی است. من ایران نبودم و می‌خواستم یک کنسرت برگزار کنم. یک مرتبه مریض شدم و تب شدیدی گرفتم و مثل یک بچه دلم برای ایران تنگ شد. تازه یک هفته از ایران رفته بودم. وقتی در تب بودم عجیب بود که آوازهای ترکمنی می‌شنیدم. این آوازها دل‌تنگی من را رفع می‌کرد، وقتی ساز به دست گرفتم و آن را نواختم دیدم اصلاً این نوع سه‌تارنوازی نه تکنیکش برای من آشنا بود و نه در تکنیک سه‌تارنوازی چنین چیزی سابقه داشت.— حسین علیزاده، 
مسعود شعاری موسیقی دان و نوازندهٔ سه‌تار و یکی از شاگردان علیزاده که در یکی از اجراهای زنده ترکمن هم با علیزاده هم‌نوازی کرده، ترکمن را از دو جنبه مورد بررسی قرار می‌دهد. نخست به لحاظ تأثیرگذاری، این قطعه را در زمان خود یک شوک بزرگ در شیوه سه‌تارنوازی در نظر می‌گیرد. از دید او ترکمن در آن دوران سبک خاصی را ایجاد کرد که از لحاظ فرم و مضراب‌بندی بی‌مانند محسوب می‌شد. در وجه دوم هم شکل آهنگسازی این قطعه را مورد توجه می‌داند. از دید شعاری ترکمن نامرتبط با موسیقی دستگاهی ایران نیست، اما نشانه‌هایی از موسیقی محلی و بومی منطقه ترکمن را نیز در خود دارد. نحوه ارائه لهجه و جمله‌ها به گونه‌ای است که ارتباط موسیقی ترکمن با موسیقی دستگاهی را به واسطه آن می‌توان اثبات کرد.
حسین علیزاده دربارهٔ نقش الگوهای کهن در ذهن خود می‌گوید که ترکمن را بدون اینکه به ترکمن‌صحرا رفته باشد ساخته است. از نگاه او ترکمن نتیجه تصویری تخیلی بود که در ناخودآگاه او از موسیقی ترکمنی وجود داشت و علیزاده بر این باور است که این نشان‌دهندهٔ این است که در ناخودآگاه افراد چه فرهنگ‌های دیگری نیز وجود دارد. او همچنین می‌گوید «برای اجرای ترکمن آواز ترکمن‌ها و سلحشوری آن‌ها را تخیل کردم. نوع‌سازی هم که در این کار زده‌ام شاید مورد قبول خیلی‌ها نباشد اما من از ساز به عنوان یک ابزار برای بیان تفکرات و احساساتم استفاده کرده‌ام. همان‌طور که یک کارگردان از تمام ابزارهای موجود برای بیان منظورش استفاد می‌کند من نیز این‌گونه رفتار کرده‌ام.»

## فهرست آهنگ‌ها
| ردیف | آهنگ               |
| ۱    | درآمد راست         |
| ۲    | زنگ شتر            |
| ۳    | چهارمضراب          |
| ۴    | زنگوله             |
| ۵    | نغمه               |
| ۶    | روح افزا           |
| ۷    | عشاق ـ آواز ابوعطا |
| ۸    | چهارمضراب          |
| ۹    | کرد بیات           |
| ۱۰   | اسمر اسمر          |
| ۱۱   | فرود               |
| ۱۲   | راک، کرشمه         |
| ۱۳   | شوشتری             |
| ۱۴   | ترکمن              |